# يانيك ساغبو
يانيك ساغبو (بالفرنسية: Yannick Sagbo)‏ (مواليد 12 أبريل 1988 في مرسيليا - فرنسا) لاعب كرة قدم فرنسي يلعب في مركز المهاجم .

## روابط خارجية
يانيك ساغبو على موقع رابطة كرة القدم الفرنسية للمحترفين (الإنجليزية)
- يانيك ساغبو على موقع قاعدة بيانات كرة القدم.إي يو (الإنجليزية)
- يانيك ساغبو على موقع ليكيب (الفرنسية)
- يانيك ساغبو على موقع ناشيونال فوتبول تيمز (الإنجليزية)
- يانيك ساغبو على موقع Soccerbase.com (لاعب) (الإنجليزية)
- يانيك ساغبو على موقع Soccerway.com (الإنجليزية)
- يانيك ساغبو على موقع عالم كرة القدم.نت (الإنجليزية)
- يانيك ساغبو على موقع كووورة
- يانيك ساغبو على موقع AS.com (الإسبانية)